# Ozar
Ozar (bengali: ওজার) är en ort i Indien.   Den ligger i distriktet Nashik och delstaten Maharashtra, i den centrala delen av landet, 1 000 km söder om huvudstaden New Delhi. Ozar ligger 591 meter över havet och antalet invånare är 44 935.
Terrängen runt Ozar är platt, och sluttar österut. Runt Ozar är det tätbefolkat, med 636 invånare per kvadratkilometer. Närmaste större samhälle är Nashik, 17,9 km sydväst om Ozar. Trakten runt Ozar består till största delen av jordbruksmark.